# MC Ruby
Die MC Ruby war ein 1979 als Bamenda Palm gebautes Stückgutschiff. Das Schiff wurde in den 1990er-Jahren als MC Ruby bekannt, nachdem acht afrikanische Einschleicher an Bord von Besatzungsmitgliedern umgebracht worden waren.

## Schiff
Das Schiff wurde unter der Baunummer 1294 auf der Werft Hyundai Heavy Industries im südkoreanischen Ulsan gebaut. Der Stapellauf des Schiffes erfolgte am 7. Februar 1979. Das Schiff kam 1979 als Bamenda Palm unter der Flagge des Vereinigten Königreiches mit Heimathafen London für Palm Line in Fahrt.

### Technische Daten
Das Schiff verfügte über vier Laderäume, die von sieben Faltlukendeckeln verschlossen wurden. Zwischen den Laderäumen befand sich jeweils ein Mast mit Ladebäumen, mit denen jeweils der vor und hinter dem Mast liegende Laderaum bedient werden konnte. Vier der Ladebäume konnten jeweils 35 t, zwei konnten jeweils 60 t heben. Die Decksaufbauten befanden sich am Heck des Schiffes.
Der Antrieb des Schiffes bestand aus einem von Kawasaki in Lizenz gebauten MAN-Sechszylinder-Dieselmotor des Typs K6Z70/120E.

## Vorfall
Im Herbst 1992 wurde das Schiff als MC Ruby unter der Flagge der Bahamas in Takoradi in Ghana mit Kakao in Säcken beladen. An Bord befanden sich 23 ukrainische Seeleute. Das Schiff verließ Takoradi Ende Oktober mit Ziel Europa. Erster Anlaufhafen in Europa war Le Havre.
Im Verlauf der Reise wurden an Bord neun Einschleicher gefunden, acht Ghanaer und ein Kameruner, die sich im Laderaum versteckt hatten. Sie waren fünf Tage nach dem Auslaufen aus Takoradi aufgefallen, nachdem sie auf der Suche nach Wasser Fußabdrücke an Deck hinterlassen hatten. Die Einschleicher wurden nach ihrer Entdeckung in der Vorpiek eingesperrt und bekamen in dieser Zeit lediglich drei Flaschen Trinkwasser von einem Besatzungsmitglied. Am Morgen des 3. November wurden die Einschleicher in Gruppen von zwei bis drei Personen aus der Vorpiek geholt und anschließend umgebracht. Die Leichen wurden über Bord geworfen. Als letzte wurden Kingsley Osufu und sein Bruder Albert aus der Vorpiek geholt. Während Kingsley Osufu, der in Takoradi als Hafenarbeiter beschäftigt war, fliehen konnte, wurde sein Bruder ebenfalls über Bord geworfen. Osufu konnte sich bis zur Ankunft in Le Havre an Bord verstecken.
Nachdem das Schiff in Le Havre angekommen war, konnte Osufu von Bord entkommen. Bei einer Gegenüberstellung identifizierte er die sechs Seeleute, die an der Ermordung der Einschleicher beteiligt waren.
Ende 1995 wurden der Kapitän und der Erste Offizier als Verantwortliche für die Tötung der Einschleicher in Frankreich zu lebenslanger Haft verurteilt. Drei Besatzungsmitglieder erhielten Haftstrafen von 20 Jahren.

## Sonstiges
Der Vorfall an Bord der MC Ruby wurde 1996 verfilmt und unter dem Titel „Deadly Voyage – Treibgut des Todes“ gezeigt.